# 张量 (内蕴定义)
在数学中，处理张量理论的现代无分量（component-free）方法首先将张量视为抽象对象，表示多重线性概念的某些特定类型。他们一些熟知的性质可由作为线性映射或更广泛地定义得出；而张量的操作导致了线性代数扩张为多重线性代数。
在微分几何中，一个内蕴的几何论断也许可以用一个流形上的张量场表示，这样完全不必使用参考坐标系。在广义相对论中同样如此，张量场描述了物理性质。无分量方法在抽象代数与同调代数中也很常用，在那里张量自然地出现了。

## 用向量空间的张量积定义
给定域{\displaystyle F}上一个有限向量空间集合{\displaystyle \left\{V_{1},...,V_{n}\right\}}，我们可以考虑他们的张量积 {\displaystyle V_{1}\otimes \cdots \otimes V_{n}}。这个张量积中的一个元素称为一个张量（但这不是本文讨论的张量概念）。
向量空间{\displaystyle V}上的张量定义成具有形式
{\displaystyle V\otimes \cdots \otimes V\otimes V^{*}\otimes \cdots \otimes V^{*}}
的向量空间中的一个元素（即向量），这里 V* 是 V 的对偶空间。
如果在我们的积中有{\displaystyle m}个{\displaystyle V}与{\displaystyle n}个{\displaystyle V^{*}}，张量称为{\displaystyle \left(m,n\right)}型，具有反变（contravariant）阶数{\displaystyle m}与共变（covariant，也稱協變）阶数{\displaystyle n}，总阶数为{\displaystyle m+n}。零阶张量就是数量（域{\displaystyle F}中的元素），1 阶反边张量是{\displaystyle V}中的向量，1 阶共变张量是{\displaystyle V^{*}}中的1-形式（因此，后两个空间经常称为反变向量与共变向量）。
{\displaystyle \left(1,1\right)}型张量
{\displaystyle V\otimes V^{*}}
自然同构于从{\displaystyle V}到{\displaystyle V}的线性变换空间。一个实向量空间{\displaystyle V}的内积自然对应于{\displaystyle \left(0,2\right)}张量 
{\displaystyle V^{*}\otimes V^{*}}
称为相应的度量，一般记作{\displaystyle g}。

## 其它记法
文献中通常不写出完整的张量积以表示{\displaystyle \left(m,n\right)}型张量的空间，而使用缩写：
{\displaystyle {\begin{matrix}T_{n}^{m}(V)&=&\underbrace {V\otimes \dots \otimes V} &\otimes &\underbrace {V^{*}\otimes \dots \otimes V^{*}} \\&&m&&n\end{matrix}}.}
这个空间的另外一种记法是用从向量空间{\displaystyle V}到向量空间{\displaystyle W}的线性映射来表示。讓
{\displaystyle L(V,W)\ }
表示所有从{\displaystyle V}到{\displaystyle W}的线性映射的集合，這會形成一個向量空間。因此，例如对偶空间（线性泛函的空间）可以写成
{\displaystyle V^{*}\cong L(V,\mathbb {R} );}
由 universal property 可知，(m,n)-张量有如下自然的同構(isomorphism)關係
{\displaystyle T_{n}^{m}(V)\cong L(\underbrace {V^{*}\otimes \dots \otimes V^{*}} _{m}\otimes \underbrace {V\otimes \dots \otimes V} _{n},\mathbb {R} )\cong L^{m+n}(V^{*},\dots ,V^{*},V,\dots ,V,\mathbb {R} ).}
在上面的公式中，{\displaystyle V}和{\displaystyle V^{*}}的角色互换了。特别地，我们有
{\displaystyle T_{0}^{1}(V)\cong L(V^{*},\mathbb {R} )\cong V,}
与
{\displaystyle T_{1}^{0}(V)\cong L(V,\mathbb {R} )\cong V^{*},}
以及
{\displaystyle T_{1}^{1}(V)\cong L(V,V).}
以下记法
{\displaystyle GL(V,W)\ }
通常用来表示从 V 到 W 的可逆线性变换的空间，但对于张量空间没有类似的记法。

## 张量场
微分几何、物理学和工程学必须经常要处理光滑流形上的张量场。术语“张量'”实际上有时用作张量场的简称。一个张量场表达了逐点变化的张量的概念。

## 張量在不同座標間的變換公式
对任何给定向量空間{\displaystyle V} 我們有{\displaystyle V}的一组基底{\displaystyle \{\mathbf {e} _{i}\}}，以及對應的對偶空間 {\displaystyle V^{*}}以及和向量基底{\displaystyle \{\mathbf {e} _{i}\}} 對應的对偶基底{\displaystyle \{\omega ^{j}\}} （也可用{\displaystyle \{\mathbf {e} ^{*j}\}}來表示）。上指标与下指标的区别提醒我们分量变换的方式以及向量跟餘向量(covector)或是向量跟餘向量的係數的分別。
例如，取空间
{\displaystyle V\otimes V\otimes V^{*}}
中的张量 {\displaystyle \mathbf {T} }，在我们的坐标系下分量可写成
{\displaystyle \mathbf {T} =T^{ij}{}_{k}\,\mathbf {e} _{i}\otimes \mathbf {e} _{j}\otimes \omega ^{k},}
这里我们使用愛因斯坦求和約定，这是处理張量份量的一种常見約定：即当張量分量同時出現了一組上指标与下指标时，我们对這上下指標所有可能值求和，比如說：{\displaystyle a_{i}dx^{i}}這符號，在這約定下即代表{\displaystyle \textstyle \sum _{i}a_{i}dx^{i}}。也就是說在在愛因斯坦求和約定下我們有{\displaystyle \textstyle T^{ij}{}_{k}\,\mathbf {e} _{i}\otimes \mathbf {e} _{j}\otimes \omega ^{k}=\sum _{ijk}T^{ij}{}_{k}\,\mathbf {e} _{i}\otimes \mathbf {e} _{j}\otimes \omega ^{k}}。在物理中我们经常使用表达式
{\displaystyle T^{ij}{}_{k}\ }
來表示张量，就像向量经常写成分量形式，这可以视为一个{\displaystyle n\times n\times n}数组。假設在另一坐标系中，有另一组基底{\displaystyle \{\mathbf {\hat {e}} _{i}\}}，則對同一向量來說兩組基底對應的分量將會不同。如果{\displaystyle (R_{i}^{j})} 是兩基底間的变换矩阵（注意这不是一个张量，因为它表达一个基的变化而不是一个几何实体），也就是
{\displaystyle \mathbf {\hat {e}} _{i}=\sum _{j}R_{i}^{j}\mathbf {e} _{j}}
，设 {\displaystyle (R^{-1})_{k}^{l}} 是{\displaystyle (R_{i}^{j})}的逆矩陣，對同一張量在新基底的張量分量設為{\displaystyle \textstyle {\hat {T}}^{i'j'}\!{}_{k'}}，則兩者之間的變換公式為：
{\displaystyle {\hat {T}}^{i'j'}\!{}_{k'}=\sum _{p,q,r}(R^{-1})_{p}^{i'}\,(R^{-1})_{q}^{j'}\,R_{k'}^{r}\,T^{pq}{}_{r}=(R^{-1})_{p}^{i'}\,(R^{-1})_{q}^{j'}\,R_{k'}^{r}\,T^{pq}{}_{r},}
注意上面的第二個等式使用了愛因斯坦求和約定。
在旧教材中这个变换规律经常作为一个张量的定义。形式上，这意味这那个张量作为所有坐标变换组成的群的一个特定表示。